# 若望-马里·吕斯蒂热
阿龙·若望-马里·吕斯蒂热（法語：Aron Jean-Marie Lustiger，發音：[ʒɑ̃ maʁi lystiʒe] ⓘ；1926年9月17日—2007年8月），法国天主教会樞機。吕斯蒂热于1981年-2005年担任巴黎总主教，1983年被教宗若望保祿二世任命为枢机，1995年当选法兰西学术院院士。